# 西庫翁的阿拉圖斯
阿拉图斯（西库翁）（英語：Aratus of Sicyon），（前271年—前213年），古希腊军事将领及政治人物，西库翁城人。
其父西库翁的克雷尼亚斯被罢官后，他随之流亡到阿爾戈斯。公元前251年他重夺西库翁，为城邦的执政者，并使与由伯罗奔尼撒北部十二个城邦组成的亞該亞同盟联合而为一，以抵御马其顿王国。公元前245年起任该同盟首领达30余年。执政期间，为扩大同盟和保持各城邦的独立，将马其顿军逐出科林斯、墨加拉等地。公元前243年他从马其顿人手中夺得科林斯，并支持阿卡亚邦联合抗击马其顿。后因与斯巴达争霸，公元前233年，阿拉图斯败于斯巴达克莱奥美奈斯三世后，不得不与马其顿议和。公元前221年，联合马其顿在塞拉西亚击破斯巴达军。他与腓力五世一同指挥抗击埃托利亞的同盟战争（公元前220年-公元前217年），但却抵制腓力五世的反罗马政策。后遇刺身亡。